# Liste der Naturdenkmale in Bad Lauterberg im Harz
Die Liste der Naturdenkmale in Bad Lauterberg im Harz nennt die Naturdenkmale in Bad Lauterberg im Harz im Landkreis Göttingen in Niedersachsen.

## Naturdenkmale
| Bild                          | Bezeichnung                               | Ort, Lage                                                            | Beschreibung | Schutzzweck | Nummer      |
| ----------------------------- | ----------------------------------------- | -------------------------------------------------------------------- | --- | --- | ----------- |
| mehr Fotos \| Fotos hochladen | Lindenbergbuche in Bad Lauterberg im Harz | Bad Lauterberg im Harz Heikenberg (51° 37′ 44,1″ N, 10° 26′ 59,9″ O) | Ca. 250 Jahre alte, starke und breitkronige Rotbuche am Waldrand, auch Heikenbergbuche genannt. Durch Sturm am 8. Mai 2016 umgebrochen. Übrig blieb noch ein Stamm von ca. 4 Meter Höhe. | von besonderer landschaftlicher Schönheit                                                                                           | ND OHA00004 |
| mehr Fotos \| Fotos hochladen | Gerichtslinde in Barbis                   | Barbis (51° 36′ 47,5″ N, 10° 25′ 16,5″ O)                            | ca. 400 Jahre alte, mächtige Sommer-Linde (Tilia platyphyllos) Gerichtslinde | von herausragender Schönheit und Bedeutung für die Heimatkunde                                                                      | ND OHA00005 |
| mehr Fotos \| Fotos hochladen | Dorflinde in Osterhagen                   | Osterhagen (51° 35′ 31,1″ N, 10° 28′ 48,1″ O)                        | mächtige, ca. 700 Jahre alte mehrstämmige Sommer-Linde | von besonderer Eigenart und Schönheit. Sie ist in dieser Ausprägung im Landkreis sehr selten und hat Bedeutung für die Heimatkunde. | ND OHA00014 |
| mehr Fotos \| Fotos hochladen | Moostierchenriff bei Bartolfelde          | Bartolfelde (51° 36′ 8,5″ N, 10° 27′ 35,3″ O)                        | Aufgelassener Steinbruch, aufgeschlossene Transgression des Zechsteinmeeres über einer im ehemaligen Brandungsbereich gelegenen Klippe. Für geowissenschaftliche Exkursionen besonders anschaulicher Aufschluss. Im Steinbruchsgelände bzw. an der oberen Abbauwand Ansätze von Halbtrockenrasen.                                                        | aufgrund seiner Seltenheit und geowissenschaftlich sehr bedeutsam                                                                   | ND OHA00027 |
| mehr Fotos \| Fotos hochladen | Westersteine bei Bartolfelde              | Bartolfelde (51° 35′ 58,3″ N, 10° 26′ 16,6″ O)                       | Drei Klippengruppen eines vollständig erhaltenen Blaualgenriffs des Zechstein 2 (Eichsfeld-Schwelle), ca. 250 Mio. Jahre alt. Sie sind als Felsklippen vollständig in der Landschaft erhalten und sitzen unmittelbar den Grauwacken des Harzgrundgebirges auf. Die wesentlichen nordexponierten Felswände werden von ca. 100-jährigen Buchen beschattet. | Wichtiges Dokument des Vorherrschens eines tropischen Meeres in der frühen Zechsteinzeit                                            | ND OHA00028 |
| mehr Fotos \| Fotos hochladen | Beberteich mit Hermann-Löns-Eiche         | Barbis (51° 36′ 23,6″ N, 10° 24′ 28,8″ O)                            | | | ND OHA00075 |
| mehr Fotos \| Fotos hochladen | Erdfall unterm Hundeberg in Bartolfelde   | Bartolfelde (51° 35′ 34,4″ N, 10° 27′ 53,4″ O)                       | Erdfall im oberen Zechstein mit Schwinde eines kleinen Wiesenbaches. Witterungsbedingt sammelt sich das Wasser im sonst trockenen Erdfall innerhalb kurzer Zeiträume bis zur Oberkante hin und überstaut zudem Grünlandfläche. | | ND OHA00091 |

## Ehemalige Naturdenkmale
| Bild                          | Bezeichnung                          | Ort, Lage                                                          | Beschreibung | Schutzzweck                                                    | Nummer      |
| ----------------------------- | ------------------------------------ | ------------------------------------------------------------------ | --- | -------------------------------------------------------------- | ----------- |
| mehr Fotos \| Fotos hochladen | Schullinde in Bad Lauterberg im Harz | Bad Lauterberg im Harz Schulstraße (51° 37′ 56″ N, 10° 28′ 8,3″ O) | ca. 400 Jahre alte, mächtige Sommer-Linde. Beim Sturm am 24. Juli 2023 brach die Linde komplett um. Am 19. Dezember 2023 wurde eine neue Winterlinde als Ersatz gepflanzt. Der Ersatzbaum ist 40 Jahre alt und 13 Meter hoch. | von herausragender Schönheit und Bedeutung für die Heimatkunde | ND OHA00002 |
| BW                            | Drei-Senatoren-Eichen                | Bad Lauterberg im Harz Am Heibeek (51° 37′ 52″ N, 10° 27′ 26,1″ O) | Drei 350 Jahre alte Eichen befanden sich dort und wurden ca. 2007 gefällt. Neu gepflanzte Eichen und ein Gedenkstein mit dem Namen Senatoreneichen erinnern noch daran.                                                       |                                                                | ND OHA00003 |

## Hinweis
Die Naturdenkmale in dieser Liste wurden so vom ehemaligen Landkreis Osterode am Harz verordnet.